# Кубок Англії з футболу 1882—1883
Кубок Англії з футболу 1882—1883 — 12-й розіграш найстарішого футбольного турніру у світі, Кубка виклику Футбольної Асоціації, також відомого як Кубок Англії. Вперше титул здобув Блекберн Олімпік.

## Перший раунд
Клуби Редінг, Аптон Парк, Шеффілд Гілі, Чатем, Астон Юніті та Газлінгден Ассоціейшн  пройшли до наступного раунду після жеребкування.
| Дата                      | Господарі            | Рахунок                      | Гості                |
| ------------------------- | -------------------- | ---------------------------- | -------------------- |
|                           | Ноттінгем Форест     | +:-                          | Брідж Британія       |
|                           | Редінг Мінстер       | +:-                          | Ремнантс             |
|                           | Грімсбі Таун         | +:-                          | Квінз Парк           |
|                           | Фенікс Бессемер      | +:-                          | Грантем              |
| 2 вересня                 | Чарч                 | 5:0                          | Клітроу              |
| 14 жовтня                 | Дарвен Рамблерс      | 5:4                          | Саут Шор             |
| 21 жовтня                 | Дрідноут             | 1:2 результат був скасований | Саут Редінг          |
| 18 листопада Перегравання | Дрідноут             | 1:2                          | Саут Редінг          |
| 21 жовтня                 | Дарвен               | 4:1                          | Блекберн Парк Роад   |
| 21 жовтня                 | Роял Енджинірс       | 3:1                          | Вудфорд Брідж        |
| 21 жовтня                 | Астон Вілла          | 4:1                          | Волсолл Свіфтс       |
| 21 жовтня                 | Олд Картузіанс       | 6:0                          | Пілігрімс            |
| 21 жовтня                 | Волсолл Таун         | 4:1                          | Стейвелі             |
| 21 жовтня                 | Ітон Рамблерс        | 6:2                          | Ромфорд              |
| 21 жовтня                 | Грейт Лівер          | 2:3                          | Голлівелл            |
| 21 жовтня                 | Ліверпуль Рамблерс   | 1:1                          | Саутпорт             |
| 4 листопада Перегравання  | Саутпорт             | 0:4                          | Ліверпуль Рамблерс   |
| 23 жовтня                 | Блекберн Роверз      | 11:1                         | Блекпул Сент-Джонс   |
| 28 жовтня                 | Ірвелл Спрінгс       | 2:5                          | Ловер Дарвен         |
| 28 жовтня                 | Мітчелл Сент-Джорджс | 5:1                          | Калтгорп             |
| 28 жовтня                 | Барнс                | 2:4                          | Брентвуд             |
| 28 жовтня                 | Нортвіч Вікторія     | 3:2                          | Астлі Брідж          |
| 28 жовтня                 | Горнчарч             | 0:2                          | Марлоу               |
| 4 листопада               | Мейденгед            | 0:2                          | Олд Вестмінстер      |
| 4 листопада               | Клепем Роверз        | 3:0                          | Кілдар               |
| 4 листопада               | Віндзор              | 3:0                          | Актон                |
| 4 листопада               | Олд Ітоніанс         | 1:1                          | Олд Форестерс        |
| 18 листопада Перегравання | Олд Ітоніанс         | 3:1                          | Олд Форестерс        |
| 4 листопада               | Свіфтс               | 4:1                          | Юніон                |
| 4 листопада               | Рочестер             | 2:0                          | Готспур              |
| 4 листопада               | Друїдс               | 1:1                          | Освестрі             |
| 18 листопада Перегравання | Освестрі             | 0:2                          | Друїдс               |
| 4 листопада               | Ноттс Каунті         | 6:1                          | Шеффілд              |
| 4 листопада               | Вест Енд             | 1:3                          | Гендон               |
| 4 листопада               | Гановер Юнайтед      | 1:0                          | Москітос             |
| 4 листопада               | Венсдей              | 12:2                         | Спілсбі Таун         |
| 4 листопада               | Блекберн Олімпік     | 6:3                          | Аккрінгтон           |
| 4 листопада               | Болтон Вондерерз     | 6:1                          | Бутл                 |
| 4 листопада               | Локвуд Братерс       | 4:3                          | Маклсфілд Таун       |
| 4 листопада               | Спітал               | 1:7                          | Венсбері Олд Атлетік |
| 4 листопада               | Болтон Олімпік       | 4:7                          | Іглі                 |
| 4 листопада               | Юнайтед Госпіталс    | 3:0                          | Лондон Олімпік       |
| 11 листопада              | Смол Гіт Альянс      | 3:3                          | Стаффорд Роад        |
| 18 листопада Перегравання | Стаффорд Роад        | 6:2                          | Смол Гіт Альянс      |

## Другий раунд
До другого раунду увійшли переможці першого раунду.
Клуби Рочестер, Ноттс Каунті, Чарч, Саут Редінг та Олд Вестмінстер пройшли до наступного раунду після жеребкування.
| Дата                  | Господарі        | Рахунок | Гості                 |
| --------------------- | ---------------- | ------- | --------------------- |
|                       | Марлоу           | +:-     | Редінг Мінстер        |
| 25 листопада          | Грімсбі Таун     | 1:8     | Фенікс Бессемер       |
| 29 листопада          | Роял Енджинірс   | 8:0     | Редінг                |
| 30 листопада          | Віндзор          | 3:1     | Юнайтед Госпіталс     |
| 30 листопада          | Свіфтс           | 2:2     | Аптон Парк            |
| 2 грудня Перегравання | Свіфтс           | 3:2     | Аптон Парк            |
| 2 грудня              | Дарвен           | 1:0     | Блекберн Роверз       |
| 2 грудня              | Клепем Роверз    | 7:1     | Гановер Юнайтед       |
| 2 грудня              | Олд Ітоніанс     | 2:1     | Брентвуд              |
| 2 грудня              | Гендон           | 2:1     | Чатем                 |
| 2 грудня              | Ноттінгем Форест | 7:2     | Шеффілд Гілі          |
| 2 грудня              | Іглі             | 3:1     | Голлівелл             |
| 2 грудня              | Олд Картузіанс   | 7:0     | Ітон Рамблерс         |
| 2 грудня              | Венсдей          | 6:0     | Локвуд Братерс        |
| 2 грудня              | Болтон Вондерерз | 3:0     | Ліверпуль Рамблерс    |
| 2 грудня              | Дарвен Рамблерс  | 3:2     | Газлінгден Ассоціейшн |
| 2 грудня              | Волсолл Таун     | 4:1     | Стаффорд Роад         |
| 2 грудня              | Астон Юніті      | 3:1     | Мітчелл Сент-Джорджс  |
| 9 грудня              | Друїдс           | 5:0     | Нортвіч Вікторія      |
| 9 грудня              | Блекберн Олімпік | 8:1     | Ловер Дарвен          |
| 18 грудня             | Астон Вілла      | 4:1     | Венсбері Олд Атлетік  |

## Третій раунд
До третього раунду увійшли переможці другого раунду.
Клуби Роял Енджинірс, Марлоу, Свіфтс, Іглі та Волсолл Таун пройшли до наступного раунду після жеребкування.
| Дата                  | Господарі        | Рахунок | Гості            |
| --------------------- | ---------------- | ------- | ---------------- |
| 16 грудня             | Олд Ітоніанс     | 7:0     | Рочестер         |
| 16 грудня             | Олд Картузіанс   | 3:2     | Олд Вестмінстер  |
| 16 грудня             | Блекберн Олімпік | 8:0     | Дарвен Рамблерс  |
| 27 грудня             | Ноттс Каунті     | 7:0     | Фенікс Бессемер  |
| 6 січня               | Віндзор          | 0:3     | Клепем Роверз    |
| 6 січня               | Друїдс           | 0:0     | Болтон Вондерерз |
| 22 січня Перегравання | Болтон Вондерерз | 1:1     | Друїдс           |
| 29 січня Перегравання | Друїдс           | 1:0     | Болтон Вондерерз |
| 6 січня               | Гендон           | 11:1    | Саут Редінг      |
| 6 січня               | Ноттінгем Форест | 2:2     | Венсдей          |
| 13 січня Перегравання | Венсдей          | 3:2     | Ноттінгем Форест |
| 6 січня               | Астон Вілла      | 3:1     | Астон Юніті      |
| 6 січня               | Чарч             | 2:2     | Дарвен           |
| 20 січня Перегравання | Дарвен           | 0:2     | Чарч             |

## Четвертий раунд
До четвертого раунду увійшли переможці третього раунду.
Клуб Клепем Роверз пройшов до наступного раунду після жеребкування.
| Дата      | Господарі        | Рахунок | Гості          |
| --------- | ---------------- | ------- | -------------- |
| 24 січня  | Олд Ітоніанс     | 2:0     | Свіфтс         |
| 25 січня  | Олд Картузіанс   | 6:2     | Роял Енджинірс |
| 27 січня  | Астон Вілла      | 2:1     | Волсолл Таун   |
| 3 лютого  | Марлоу           | 0:3     | Гендон         |
| 3 лютого  | Блекберн Олімпік | 2:0     | Чарч           |
| 10 лютого | Друїдс           | 2:1     | Іглі           |
| 12 лютого | Венсдей          | 1:4     | Ноттс Каунті   |

## П'ятий раунд
До п'ятого раунду увійшли переможці четвертого раунду.
| Дата      | Господарі        | Рахунок | Гості         |
| --------- | ---------------- | ------- | ------------- |
| 20 лютого | Олд Картузіанс   | 5:3     | Клепем Роверз |
| 24 лютого | Блекберн Олімпік | 4:1     | Друїдс        |
| 3 березня | Гендон           | 2:4     | Олд Ітоніанс  |
| 3 березня | Ноттс Каунті     | 4:3     | Астон Вілла   |

## Півфінали
У півфіналах зіграли команди, що перемогли на попередньому етапі.
| Дата       | Господарі        | Рахунок | Гості          |
| ---------- | ---------------- | ------- | -------------- |
| 17 березня | Блекберн Олімпік | 4:1     | Олд Картузіанс |
| 17 березня | Олд Ітоніанс     | 2:1     | Ноттс Каунті   |

## Фінал
| 31 березня 1883 |

| Блекберн Олімпік       | 2:1 дч   | Олд Ітоніанс |
| ---------------------- | -------- | ------------ |
| Метьюс 65' Костлі 108' | Протокол | Гудгарт 30'  |

| Кеннінгтон Овал, Лондон Глядачів: 8 000 Арбітр: Чарльз Крамп |